# Bonnie Aarons
Bonnie Aarons (9 september 1960) is een Amerikaanse actrice.

## Levensloop
Aarons ging naar de acteerschool in New York, maar kreeg vaak te horen dat ze vanwege haar uiterlijk en haar neus geen acteercarrière zou hebben. Ze vond werk in Europa met korte films en commercials. Haar eerste Amerikaanse film was Exit to Eden uit 1994, waarin ze een prostituee speelde. Ze verscheen vervolgens in The Princess Diaries (2001) en het vervolg, The Princess Diaries 2: Royal Engagement (2004) met de rol van barones Joy von Troken.
Ze werd vooral bekend met de horrorfilm The Conjuring 2 (2016), waarin ze een demonische non speelde met de naam Valak. Het personage werd zo goed ontvangen door fans dat een spin-off met de titel The Nun werd aangekondigd in hetzelfde jaar. De film verscheen in 2018. Een jaar later werd een vervolg aangekondigd, dat in 2023 verscheen. Nog voor de première van de laatstgenoemde film, klaagde Aarons Warner Bros. aan voor contractbreuk over royalty's met haar personage.

## Filmografie

### Film
Uitgezonderd korte films.
- Exit to Eden (1994)
- Caged Heat 3000 (1995)
- Dear God (1996)
- Sweet Jane (1998)
- Mulholland Drive (2001)
- The Princess Diaries (2001)
- Shallow Hal (2001)
- Specter's Rock (2003)
- The Princess Diaries 2: Royal Engagement (2004)
- Wristcutters: A Love Story (2006)
- I Know Who Killed Me (2007)
- InAlienable (2007)
- Hell Ride (2008)
- One, Two, Many (2008)
- Drag Me to Hell (2009)
- Valentine's Day (2010)
- Dahmer vs. Gacy (2010)
- The Fighter (2010)
- Silver Linings Playbook (2012)
- Accidental Love (2015)
- The Conjuring 2 (2016)
- Annabelle: Creation (2017)
- Spreading Darkness (2017)
- The Nun (2018)
- Jakob's Wife (2021)
- Frank (2021)
- The Nun II (2023)

### Televisie
Uitgezonderd eenmalige gastrollen.
- And You Know Who You Are (2012)
- Mrs. Davis (2023)